# Édouard J. Maunick
Édouard J. Maunick (* 23. September 1931 in Centre de Flacq, Mauritius; † 10. April 2021 in Paris) war ein mauritischer Dichter französischer Sprache.

## Leben
Édouard Joseph Maunick hatte einen schwarzen Vater und eine weiße Mutter. Er war auf Mauritius zuerst Lehrer, dann in Port Louis Bibliothekar. 1960 ging er nach Paris und wurde Rundfunkjournalist und von 1977 bis 1979 Chefredakteur der Zeitschrift Demain l’Afrique. Mensuel panafricain d'information. 1982 trat er in den Dienst der UNESCO. In den 1990er Jahren war er Botschafter der Republik Mauritius in Südafrika.
Ab 1954 veröffentlichte Maunick mehr als 50 Jahre lang Dichtung, die von Léopold Sédar Senghor der Négritude zugerechnet wurde und die ihm 1979 den Prix Guillaume Apollinaire sowie 1989 den Tchicaya-U-Tam’si-Preis einbrachte.
Édouard J. Maunick war der Vater des britischen Musikers Jean-Paul Maunick.

## Werke (Auswahl)
- Ces oiseaux du sang. Port-Louis 1954.
- Poèmes 1964–1966–1970. Présence africaine, Paris 2001. (Nachwort von Léopold Sédar Senghor: La négritude métisse)
  - Les manèges de la mer (1964).
  - Mascaret ou le Livre de la mer et de la mort (1966).
  - Fusillez-moi (1970).
- Ensoleillé vif. 50 paroles et une parabase. Éditions Saint-Germain-des-Prés, Paris 1976. (Vorwort von Léopold Sédar Senghor)
- Africaines du temps jadis. ABC, Paris 1976.
- En mémoire du mémorable. Jusqu'en terre yoruba. L'Harmattan, Paris 1979.
- Désert-archipel. Cantate païenne pour Jésus-fleuve. Publisud, Paris 1983.
- Saut dans l'arc-en-ciel. Calligraphe, Paris 1985.
- Mandéla mort et vif. Silex, Paris 1987.
- Paroles pour solder la mer. Gallimard, Paris 1988.
- Anthologie personnelle. Poésie. Actes Sud, Arles 1989.
- Toi laminaire. Italiques pour Aimé Césaire. 1990.
- De sable et de cendre. Poèmes. Phi, Luxemburg 1996.
- Elle & île. Poèmes d'une même passion. Cherche midi, Paris 2002. (Vorwort von Jean Orizet)
- Brûler à vivre - brûler à survivre. Poésie. Sarcelles 2004.
- 50 quatrains pour narguer la mort. Suivi de Contre-silence. Seghers, Paris 2006.